# Pablo de la Llave
Pablo de la Llave y Fernández de Ávila (* 11. Februar 1773 in Córdoba; † 16. Juni 1833 ebenda) war ein mexikanischer Priester, Politiker, Botaniker und Naturforscher. Er verstarb in der Hazienda de Corral in der Nähe von Córdoba. Sein botanisches Kürzel lautet La Llave.

## Leben und Wirken
Sein Vater war der Hauptmann der Milizarmee von Tres Villas Francisco Antonio de la Llave. Seine Mutter Gertrudis de Avilla stammte aus einer gut situierten Familie und genoss deshalb eine ausgezeichnete Bildung. Als 1785 im zarten Alter von 12 Jahren sein Vater verstarb, ließ er sich nicht beirren und studierte weiter fleißig am Colegio de San Juan de Letrán. 1791 gab er am Colegio seinen ersten Philosophiekurs.
Nachdem Pablo de la Llave 1801 zum Priester geweiht wurde, reiste er nach Spanien, um seinen Bruder Francisco, der inzwischen das Oberhaupt der Familie war, um Rat zu fragen. Zweifellos wollte er dort seine kirchliche Karriere bei der Kirche des Hofes vorantreiben, da die Kreolen während ihrer Herrschaft die Mitras und Kanoniker lieber an Priester, die auf der iberischen Halbinsel geboren waren, vergaben. Für Priester aus anderen Ländern stellten sie die Sinekure in Frage.
In Spanien erweiterte er seine Sprachkenntnis und erlernte mehrere Sprachen, u. a. Französisch und Hebräisch. Er widmete sich auf dem Feld der Naturwissenschaften der Kultivierung von Pflanzen und wurde so berühmt, dass er schließlich Direktor botanischen Gartens von Madrid unter Karl III. ernannt wurde. Gleichzeitig bekam er in Madrid die Professur in dieser Wissenschaft. Als Anerkennung seiner Leistung wurde er zum Kanoniker der Kathedrale von El Burgo de Osma ernannt, eine Position, die er einige Jahre innehatte.
Als er 1812 als Abgeordneter ins spanische Parlament gewählt wird, fiel er durch seine liberalen Ideen und sein Gefallen an der Unabhängigkeit seines Heimatlandes auf. So landete er unter Ferdinand VII. wie José Miguel Ramos Arizpe (1775–1843) im Gefängnis. Nachdem 1821 die Unabhängigkeit von Spanien anerkannt wurde, wollte er nach Mexiko zurückkehren. Hierzu musste er über Frankreich gehen, da die Beziehungen zwischen Mexiko und Madrid gestört waren.
1823 kehrte er nach Mexiko-Stadt zurück und wurde zum Justiz- und Kirchenwirtschaftsminister ernannt. Dieses Amt übte er bis 1825 aus. Im folgenden Jahr ging er nach Valladolid um als Kanoniker und Schatzmeister an der hiesigen Kathedrale zu dienen. Schon 1828 kehrte er nach Mexiko-Stadt zurück und wurde 1830 Vorsitzender des Senatskammer. In Colección de las leyes y decretos expedidos por el Congreso General de los Estados-Unidos Mejicanos, en los años de 1829 y 1830 finden sich einige Beschlüsse, an denen de La Llave mitwirkte.
Anfang 1833 zog er aufgrund einer schweren Darmerkrankung auf die Hazienda de Corral zurück in der Hoffnung durch den Temperaturwechsel seine Gesundheit zurückzuerlangen. Doch seine Hoffnung wurden nicht erfüllt und so verstarb er auf der Hazienda. Trotz seines langen Spanienaufenthaltes war La Llave im Herzen immer ein bekennender mexikanischer Patriot. Als Priester galt sein Verhalten als makellos, in seiner Funktion in der Öffentlichkeit galt er als Ehrenmann.

## La Llave der Wissenschaftler
Die spanische Regierung sandte 1791 unter der Führung von Martín Sessé y Lacasta (1751–1808) eine Expedition im Jahre 1794 ins Vizekönigreich Neuspanien. Mit dabei waren José Longinos Martínez (1756–1802), José Mariano Mociño (1757–1820), Vicente Cervantes Mendo (1758–1829), Juan Diego del Castillo (1744–1793), Jaime Senseve (-1805), José Maldonado und Andrés Manuel del Río Fernández (1764–1829). Sessé und Mociño kehrten 1803 zurück nach Spanien. Noch in Madrid tätig klassifizierte de La Llave gemeinsam mit Mociño 300 Vogelbälge, die Mociño auf der Reise gesammelt hatte und ans Naturalienkabinett in Madrid geschickt hatte.
Zusammen mit Juan José Martinez de Lexarza (1785–1824) publizierte er zwei Bände unter dem Titel Novorum Vegetabilium Descriptiones. In den Bänden finden sich auch für die Wissenschaft neue Namen wie die von Vicente Cervantes beschriebene Gattung Calibrachoa und Montanoa oder der von La Llave beschriebenen Gattung Casimiroa mit der ebenfalls neuen Art Casimiroa edulis, Roldana mit der Art Roldana lobata bzw. Zexmenia mit der Art Zexmenia serrata. Auch Liparis vexillifera (Syn: Cymbidium vexilliferum), Dichromanthus cinnabarinus (Syn: Neottia cinnabarina) und Stenorrhynchos michuacanum (Syn: Neottia michuacana) wurden in diesen Bänden erstbeschrieben. Des Weiteren publizierte de La Llave viele naturwissenschaftliche Artikel in Registro trimestre, ó, Colección de historia, literatura, ciencias y artes. So gingen aus diesen u. a. die neuen Arten Jarilla heterophylla (Syn: Mocinna heterophilla) und Pectis linearis hervor. Auch war er in dieser Zeitschrift der Erstbeschreiber des Quetzal (Pharomachrus mocinno de la Llave, 1832) und der Braunschwanzamazilie (Amazilia tzacatl (de la Llave, 1833)). Mit der Erstbeschreibung des Quetzal führte er gleichzeitig die neue Gattung Pharomachrus ein. Die von ihm als Formica melligera beschriebene Schuppenameisenart wird heute unter dem Namen Myrmecocystus melliger (de la Llave, 1833) geführt, doch gibt es in der Wissenschaft die Meinung, dass de la Llaves Name ein Nomen dubium ist und der Autor Myrmecocystus melliger Forel, 1886 heißen muss. Viele seiner Artikel aus Registro trimestre wurden später von Auguste Sallé in der Fachzeitschrift Revue et magasin de zoologie pure et appliquée ins Französische übersetzt.
De La Llave war mit vielen europäischen Wissenschaftlern in brieflichem Austausch. Seine botanischen und zoologischen Beiträge wurden im In- und Ausland gleichermaßen geschätzt. Immer edel und großzügig unterstütze er auch Nachwuchsforscher mit Rat und entsprechenden Ressourcen, um deren Karriere zu fördern.

## Dedikationsnamen
1875 führte Victor Antoine Signoret die Schildläusegattung Llaveia für die Art Llaveia axin (de la Llave, 1832) ein. Die von Christian Julius Wilhelm Schiede beschriebene La Llave pine (Pinus llaveana). aus der Familie der Kieferngewächse wird heute als Synonym für Pinus cembroides betrachtet. 1836 nannte Diederich Franz Leonhard von Schlechtendal eine Hahnenfußgewächseart Ranunculus llaveanus. John Lindley nannte 1840 eine Orchideenart Spiranthes llaveana, die heute unter Schiedeella llaveana geführt wird. Juan José Martinez de Lexarza ehrte ihn in der 1824 in der Weiderichgewächseart Cuphea llavea, die heute unter Parsonsia llavea geführt wird. Auch die Windengewächseart Ipomoea llaveana, die Carl Daniel Friedrich Meisner 1869 beschrieb, ist ihm gewidmet. Schließlich gab John Claudius Loudon 1839 einer Portulakgewächseart den Namen Calandrinia llavea.
Auch die Pflanzengattung Llavea Lag. aus der Familie der Saumfarngewächse (Pteridaceae) ist nach La Llave benannt.

## Werke (Auswahl)
- mit Juan José Martinez de Lexarza: Novorum Vegetabilium Descriptiones. Band 1. Apud Martinum Riveram, Mexiko-Stadt 1824 (bibdigital.rjb.csic.es).
- mit Juan José Martinez de Lexarza: Novorum Vegetabilium Descriptiones. Band 2. Apud Martinum Riveram, Mexiko-Stadt 1825 (bibdigital.rjb.csic.es).
- Apuntes para la historia de los ruidos subterraneos. In: Registro trimestre, ó, Colección de historia, literatura, ciencias y artes. Band 1, Nr. 1, 1832, S. 35–38 (biodiversitylibrary.org).
- Sobre dos géneros nuevas de vegetales ,  por el mismo. In: Registro trimestre, ó, Colección de historia, literatura, ciencias y artes. Band 1, Nr. 1, 1832, S. 39–41 (biodiversitylibrary.org).
- Memoria sobre de Quetzaltotol, Género nueva de Aves. In: Registro trimestre, ó, Colección de historia, literatura, ciencias y artes. Band 1, Nr. 1, 1832, S. 43–49 (biodiversitylibrary.org).
- Memoria sobre la dulzura del clima de México demonstrada por los vegetales. In: Registro trimestre, ó, Colección de historia, literatura, ciencias y artes. Band 1, Nr. 1, 1832, S. 107–115 (biodiversitylibrary.org).
- Adiciones a la memoria sobre ruidos subterraneos. In: Registro trimestre, ó, Colección de historia, literatura, ciencias y artes. Band 1, Nr. 2, 1832, S. 117–122 (biodiversitylibrary.org).
- Memoria sobre una nueva especie de zapote. In: Registro trimestre, ó, Colección de historia, literatura, ciencias y artes. Band 1, Nr. 2, 1832, S. 135–140 (biodiversitylibrary.org).
- Sobre tres especies nuevas del género tetrao. In: Registro trimestre, ó, Colección de historia, literatura, ciencias y artes. Band 1, Nr. 2, 1832, S. 141–146 (biodiversitylibrary.org).
- Sobre el axin, especie nueva de coccus, y sobre la grasa que de él se estrae. In: Registro trimestre, ó, Colección de historia, literatura, ciencias y artes. Band 1, Nr. 2, 1832, S. 147–152 (biodiversitylibrary.org).
- Memoria sobre el ahuautle. In: Registro trimestre, ó, Colección de historia, literatura, ciencias y artes. Band 1, Nr. 3, 1832, S. 331–337 (biodiversitylibrary.org).
- Sobre una nueva especie de cedrela. In: Registro trimestre, ó, Colección de historia, literatura, ciencias y artes. Band 1, Nr. 3, 1832, S. 339–343 (biodiversitylibrary.org).
- Descripcion de algunos géneros y especies nuevas de vegetalales. In: Registro trimestre, ó, Colección de historia, literatura, ciencias y artes. Band 1, Nr. 3, 1832, S. 345–358 (biodiversitylibrary.org).
- Memoria sobre un ramo de lujo entre los romanos. In: Registro trimestre, ó, Colección de historia, literatura, ciencias y artes. Band 1, Nr. 3, 1832, S. 363–368 (biodiversitylibrary.org).
- Estadistica. In: Registro trimestre, ó, Colección de historia, literatura, ciencias y artes. Band 1, Nr. 3, 1832, S. 369–370 (biodiversitylibrary.org).
- Historia Agricola. In: Registro trimestre, ó, Colección de historia, literatura, ciencias y artes. Band 1, Nr. 3, 1832, S. 371–373 (biodiversitylibrary.org).
- Historia Fabril. In: Registro trimestre, ó, Colección de historia, literatura, ciencias y artes. Band 1, Nr. 3, 1832, S. 375–378 (biodiversitylibrary.org).
- Sobre una nueva especie de salvia. In: Registro trimestre, ó, Colección de historia, literatura, ciencias y artes. Band 1, Nr. 4, 1832, S. 441–448 (biodiversitylibrary.org).
- Descripcion de un género nuevo y de algunas especies de vegetales. In: Registro trimestre, ó, Colección de historia, literatura, ciencias y artes. Band 1, Nr. 4, 1832, S. 449–453 (biodiversitylibrary.org).
- Sobre las busileras u hormigas de miel. In: Registro trimestre, ó, Colección de historia, literatura, ciencias y artes. Band 1, Nr. 4, 1832, S. 455–463 (biodiversitylibrary.org).
- Zoologia. In: Registro trimestre, ó, Colección de historia, literatura, ciencias y artes. Band 2, Nr. 5, 1833, S. 39–50 (biodiversitylibrary.org).
- Sobre cuatro nuevas de Salvia. In: Registro trimestre, ó, Colección de historia, literatura, ciencias y artes. Band 2, Nr. 5, 1833, S. 61–66 (biodiversitylibrary.org).
- Syngenesis. Polygamia Superflua. In: Registro trimestre, ó, Colección de historia, literatura, ciencias y artes. Band 2, Nr. 5, 1833, S. 67–69 (biodiversitylibrary.org).
- Materia medica vegetal. In: Registro trimestre, ó, Colección de historia, literatura, ciencias y artes. Band 2, Nr. 5, 1833, S. 71–83 (biodiversitylibrary.org).
- Salud Publica. In: Registro trimestre, ó, Colección de historia, literatura, ciencias y artes. Band 2, Nr. 5, 1833, S. 85–95 (biodiversitylibrary.org).
- Mineralogia. In: Registro trimestre, ó, Colección de historia, literatura, ciencias y artes. Band 2, Nr. 5, 1833, S. 97–102 (biodiversitylibrary.org).
- Economica Domestica. In: Registro trimestre, ó, Colección de historia, literatura, ciencias y artes. Band 2, Nr. 5, 1833, S. 103–110 (biodiversitylibrary.org).